# 의정부 망월사 괘불도
의정부 망월사 괘불도는 대한민국 경기도 의정부시 호원동 망월사에 있는 불화이다. 2012년 6월 26일 경기도의 유형문화재 제272호로 지정되었다.

## 개요
본 괘불도는 연하계창(淵荷啓昌), 학허석운(鶴虛石雲), 혜산축연(蕙山竺衍), 석옹철유(石翁喆侑) 등이 참여해 1887년에 제작한 불화로서 존상 표현, 코발트색의 사용, 음영기법 등 19세기 후반 서울·경기도 불화 형식이 반영되어 있고 19세기 후반에 유행했던 괘불도와 다르게 주존과 협시를 표현하여 서울․경기도 괘불도의 다양성을 보여주는 작품으로 가치가 인정된다.

## 같이 보기
- 망월사

## 참고 문헌
- 의정부 망월사 괘불도(괘불함 및 복장낭 포함) - 국가유산청 국가유산포털